# Soeploodsoproer

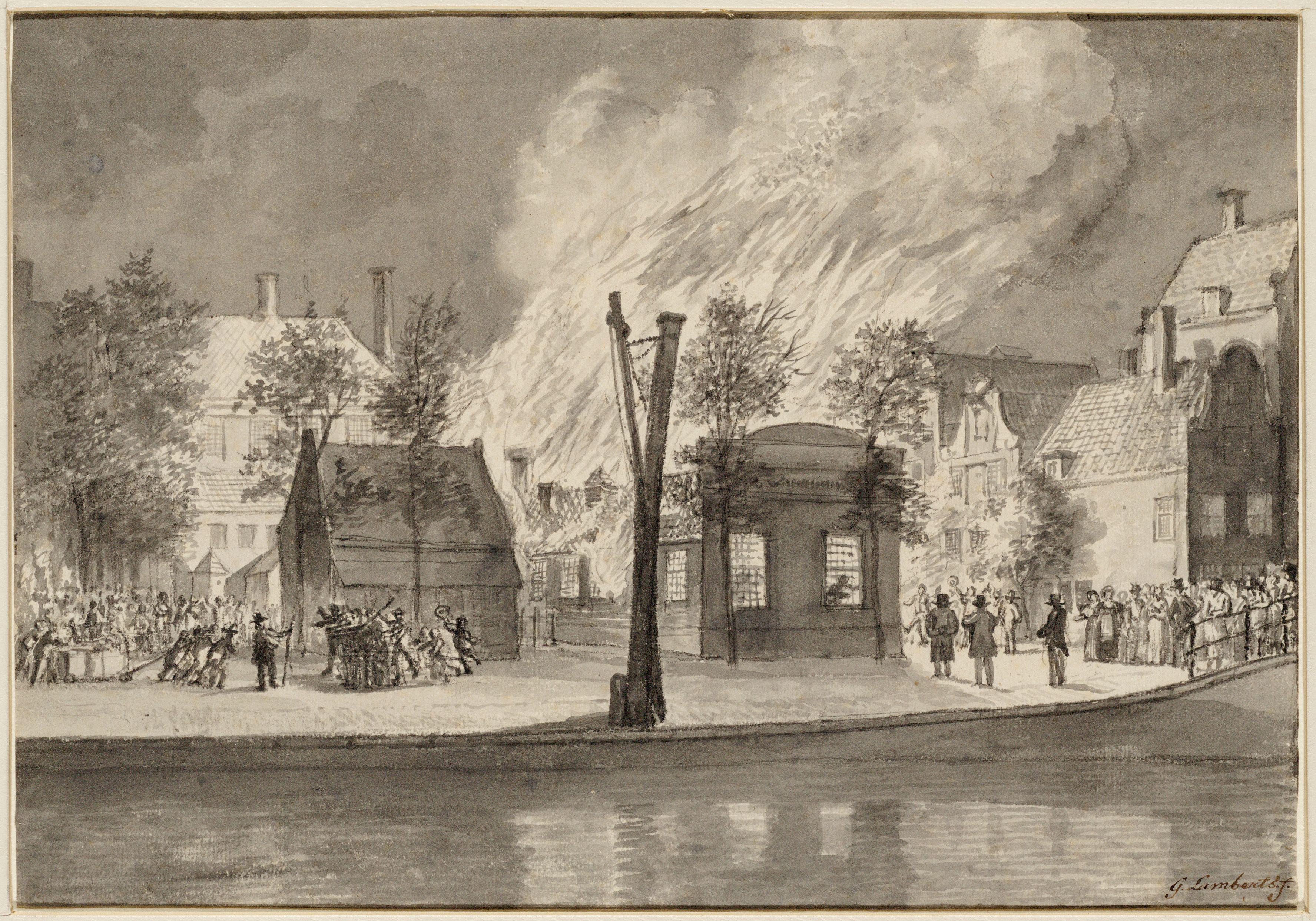
Herenmarkt van de Brouwersgracht af gezien, terwijl de soeploods in vlammen opging, door Gerrit Lamberts (1776-1850)

Het soeploodsoproer of belastingoproer was een oproer in Amsterdam op 3 juli 1835, waarbij woningbezitters in opstand kwamen tegen een hun bij wet van 29 maart 1833 opgelegde onroerendgoedbelasting die zij in de praktijk niet konden verhalen op hun huurders.
In de soeploods op de Herenmarkt werd in de winter Rumfordse soep uitgedeeld aan de armen. Nu echter was er de in beslag genomen inboedel opgeslagen van de huisbaas Blokhoff die de belasting niet had betaald. De loods werd bewaakt door 60 man schutterij. Toen die zich wegens een regenbui terugtrokken in de loods, bestormden boze huisjesmelkers en hun knechts het gebouw en staken dat met door een apotheker verstrekte terpentijn in brand. De bewakers sloegen op de vlucht. De opstandige burgers wilden ook het huis van de burgemeester aanvallen, maar daar kwam het niet van. Omdat de garnizoenscommandant, kolonel Joan Hodshon, niet in de stad was, greep het leger – twee bataljons infanterie en twee eskadrons cavalerie – pas in toen alles voorbij was.
De affaire leidde ertoe dat burgemeester Frederik van de Poll eervol ontslag aanvroeg, nadat de koning hem op 1 februari 1836 had bericht "dat zijner Majesteits goedkeuring aan Uw Hoog Edelgestrenges toenmalig gedrag geenszins kon gehecht worden".